# Nyitrateszér
Nyitrateszér (szlovákul Tesáre) község Szlovákiában, a Nyitrai kerület Nagytapolcsányi járásában. Teszér és Kakasfalu egyesítésével jött létre.

## Fekvése
Nagytapolcsánytól 8 km-re északnyugatra, a Zľava-patak völgyében fekszik.

## Története
A falu valószínűleg a 11. században keletkezett a nyitrai várispánság területén. Mint azt neve is mutatja, ácsmesterséggel foglalkozó, Nyitra várához tartozó, királyi szolgálatban álló népek települése volt. 1390-ben Thezer néven említik először. 1481-ben Tezar néven említi oklevél. 1434-ben a husziták támadták meg a vidéket. 1464-ben a falu két részre oszlott a két birtokos: az Országh és a Losonczi család között. 1530-ban a török rabolta ki. 1669-ben török megszállás alatt állt. 1769-ben lakói fellázadtak a földesúri elnyomás ellen. 1831-ben kolerajárvány pusztított. 1848-ban a márciusi forradalom hatására Teszér is megszabadult a jobbágyságtól. 1866-ban újabb kolerajárvány volt.
Vályi András szerint "TESZÉR. Teszere. Tót falu Nyitra Várm. földes Ura Gr. Traun Uraság, lakosai katolikusok, fekszik Nagy Jáczhoz nem meszsze, és annak filiája; határja ollyan, mint Prasiczé."
Fényes Elek szerint "Tezsir, (Thezsare), tót falu, Nyitra vgyében, 245 kath., 10 zsidó lak. F. u. gr. Erdődy Józsefnő."
Kakasfalut 1265-ben említik először. Határleírása 1413-ból ismert. 1434-ben a husziták pusztították. 1663-ban kirabolta a török. 1831-ben és 1866-ban kolerajárvány pusztította.
Nyitrateszért és Kakasfalut 1903-ban egyesítették. A trianoni békeszerződésig Nyitra vármegye Nagytapolcsányi járásához tartozott.
1945. április 1-jén foglalta el a Vörös Hadsereg. 1946-ban földosztás volt a községben. 1954. július 1-jén nagy árvíz pusztított. 1955-ben megindult a buszközlekedés Nagytapolcsány felé. 1960-ban bevezették az áramot, 1964-ben felépült a kultúrház. 1977-ben megnyílt az alapiskola. 1982-ben megépült a vízvezeték.

## Népessége
| Év:            | 1994. | 2004.   | 2014.   | 2024.   |
| -------------- | ----- | ------- | ------- | ------- |
| Emberek száma: | 685   | 725     | 727     | 704     |
| Eltérés:       |       | +5,83 % | +0,27 % | -3,16 % |

| Év:            | 2023. | 2024.   |
| -------------- | ----- | ------- |
| Emberek száma: | 700   | 704     |
| Eltérés:       |       | +0,57 % |

1910-ben 498, túlnyomórészt szlovák anyanyelvű lakosa volt.
2001-ben 717 lakosából 714 szlovák volt.
2011-ben 712 lakosából 690 szlovák volt.

## Nevezetességei
- Szent Márton püspök tiszteletére szentelt római katolikus temploma 1772-ben épült. 1840-ben átépítették és bővítették.
- Kakasfaluban parkkal övezett kastély áll, a közelében a 18. században épített Nepomuki Szent János kápolnával. A kastélyt 1895-ben átépítették.
- A községtől északnyugatra víztározó található, mely horgászatra is kiválóan alkalmas.

## Külső hivatkozások
- Hivatalos oldal
- Községinfó
- Nyitrateszér Szlovákia térképén
- Travelatlas.sk
- Matusovo-kralovstvo.sk